# 王忠心
王忠心（1968年9月—），安徽休宁人，中国人民解放军火箭军模范士官，中国人民解放军一级军士长军衔，2017年获八一勋章。2020年5月15日，王忠心光荣退休

## 生平
王忠心1968年9月生于安徽省休宁县农村，家境贫寒，兄妹很多。王忠心10岁才上小学。1986年初中毕业后，于同年12月入伍，在中国人民解放军第二炮兵部队某部服役。王忠心是中国共产党党员，大专学历，毕业于第二炮兵青州士官学校导弹发动机专业。1999年，服役期满回到地方，刚找到工作便接到部队通知，因当年全军兵役制度改革，部队需要他继续服役。王忠心回到部队，服从组织安排改签为四期士官。王忠心是发控台主号手，该岗位十分重要。他曾2次被列为提干对象但未能提干。在他之后，该岗位的6任号手均获得提干。2002年，王忠心的家庭陷入困难。一位退伍后创出上千万元人民币产业的江苏籍战友得知后，打电话劝王忠心退伍，许诺以年薪5万元人民币聘用王忠心，这4倍于当时王忠心的工资，但王忠心婉言谢绝。对遇到困难的战友，王忠心总是热情帮助。2015年时，正在担任中国人民解放军第二炮兵部队96213部队技术营测试一连控制技师、一级军士长。2017年时，正在担任中国人民解放军火箭军96722部队71分队班长（中国人民解放军火箭军第六十二基地六二二旅技术营测试一连五班班长）。
截至2015年，他已操作过3种型号导弹，对测控专业全部19个号位均精通；已培养200余名“徒弟”，其中12人当上干部，6人走上旅团领导岗位，“徒弟”中有获授“科技练兵模范战士”称号的徐海波，有“全国优秀大学生”高明，还有个徒弟已是第二炮兵部队某基地装备部副部长。截至2015年，王忠心立二等功1次、三等功2次，被中国人民解放军总部机关誉为“士官专家、班长标杆、老兵楷模”；先后被第二炮兵部队评为十大优秀士官、十大好班长标兵，2015年授予“践行强军目标模范士官”荣誉称号；被总部评为全军爱军精武标兵、全军优秀共产党员，4次获得全军士官优秀人才奖。
2013年，王忠心当选为第十二届全国人大代表。2013年3月5日，十二届全国人大一次会议在人民大会堂开幕，王忠心作为主席团成员在主席台上就座。在第十二届全国人大代表任内，王忠心在军人待遇、家属随军就业、拥军优属等问题上发声，曾和其他军队全国人大代表共同提案，关注现役军人使用住房公积金问题。
2017年7月，中央军委主席习近平签署命令，授予王忠心等10位同志“八一勋章”。2017年7月28日，中央军委颁授“八一勋章”和授予荣誉称号仪式在北京八一大楼举行，中共中央总书记、国家主席、中央军委主席习近平向王忠心等10位“八一勋章”获得者颁授勋章和证书。这是“八一勋章”首次颁授。王忠心同时获授“建功基层、爱岗敬业的优秀士官”荣誉称号。
2017年暑假，王忠心被中国人民解放军火箭军士官学校破格聘为客座教授。
為帶出更多過硬技術骨幹，經批准，王忠心延後退休。2020年，他向軍旗敬了最後一次軍禮後榮退。他退休時，身後留下數百名技術骨幹群體。